# Église Saint-Jean-l'Évangéliste d'Ouveillan
Pour les articles homonymes, voir église Saint-Jean-l'Évangéliste.
L'église Saint-Jean-l'Évangéliste est une église romane située à Ouveillan dans le département français de l'Aude en région Occitanie.

## Historique
Au IXe siècle, une modeste chapelle carolingienne se dresse sur le site de l'église actuelle : l'existence de cette chapelle (située sous l'église actuelle) est attestée par un document de 895 qui mentionne une donation « d'une pièce de vigne » faite à l'église d'Ouveillan.
En 1090, l'archevêque Dalmace rattache l'église (et son patrimoine devenu important) au Chapitre Saint-Just de Narbonne et y crée une communauté de chanoines,.
Le patrimoine de l'église ayant encore augmenté, on détruit l'ancien édifice carolingien au début du XIIe siècle pour le remplacer par une église de style roman plus majestueuse,, dont il subsiste principalement le chevet et la façade occidentale et son porche.

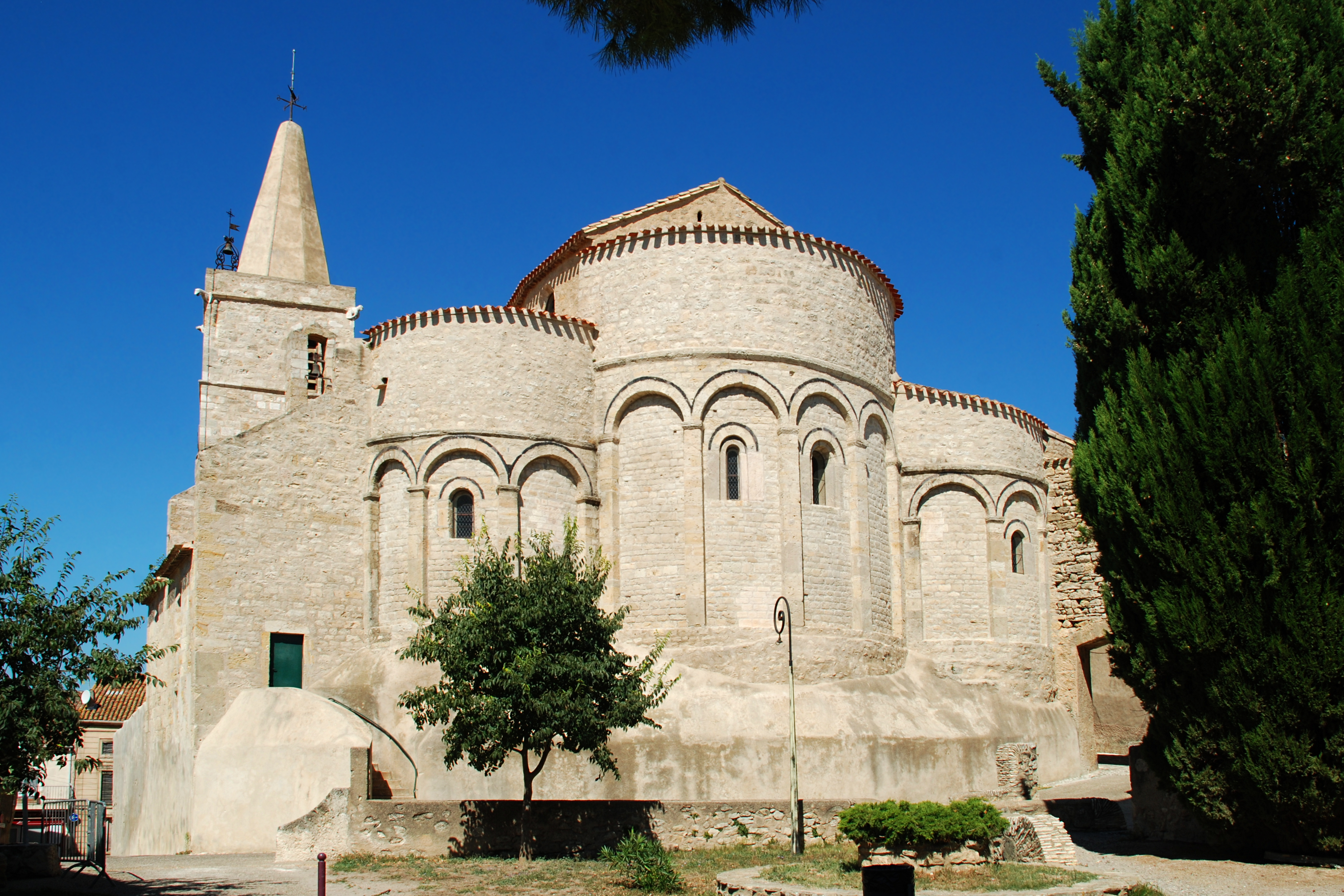
Le chevet roman.

L'église romane subira ensuite de nombreuses modifications au cours des siècles, :
- XIVe siècle : construction d'une chapelle (aujourd'hui disparue) sur le flanc Sud, à hauteur de la travée de chœur ;
- 1368 : premier épisode de fortification de l'église, à l'époque des chevauchées du Prince Noir en Languedoc ;
- 1565 : le clocher, endommagé par la foudre, est entièrement refait ;
- 1570 : deuxième épisode de fortification de l'église durant les guerres de Religion ; les murs des nefs latérales et du chœur sont rehaussés en forme de courtine, les toitures des collatéraux servant de chemin de ronde ;
- 1597 : la paix revenue, destruction des fortifications construites sur le toit des collatéraux ;
- 1676 : le percement de fenêtres ovales dans la partie haute des murs de la nef centrale provoque l'effondrement des toitures et de quatre des six piliers ;
- fin XVIIe siècle : reconstruction de l'intérieur de l'église : les toitures de la nef centrale et des nefs latérales ne sont pas reconstruites et sont remplacées par une toiture unique ;
- 1981 : suppression des bâtiments qui s'étaient accumulés au cours des siècles le long du mur Sud et destruction, à l'intérieur, d'une tribune disgracieuse qui cachait une niche datant probablement de la première église.

## Protection
L'église fait l'objet d'une inscription au titre des monuments historiques depuis le 17 février 1926.

## Architecture

### Le chevet roman
L'église possède un impressionnant chevet roman à triple abside orné d'une très belle polychromie.
Le chevet, édifié en pierre de taille, a été surélevé en moellon lors de la fortification de l'église. Le soubassement d'origine de l'abside et de ses absidioles est maintenant caché par un empâtement de maçonnerie à l'esthétique très discutable rendu nécessaire par l'abaissement du sol de la rue.
Ce chevet est de style roman lombard : l'abside et les absidioles sont rythmées de pilastres au relief marqué supportant des arcades au nombre de quatre pour l'abside centrale et de trois pour chacune des absidioles.
L'abside est percée de deux fenêtres à double ébrasement tandis que chacune des absidioles est percée d'une fenêtre à simple ébrasement. Les arcs des fenêtres et les arcades du chevet sont mis en valeur par un cordon de lave noire qui en borde l'extrados (comme à Escales, Pouzols-Minervois, Cesseras…).
L'encadrement de la fenêtre de l'absidiole gauche présente encore les traces d'une décoration en forme de frise d'oves.

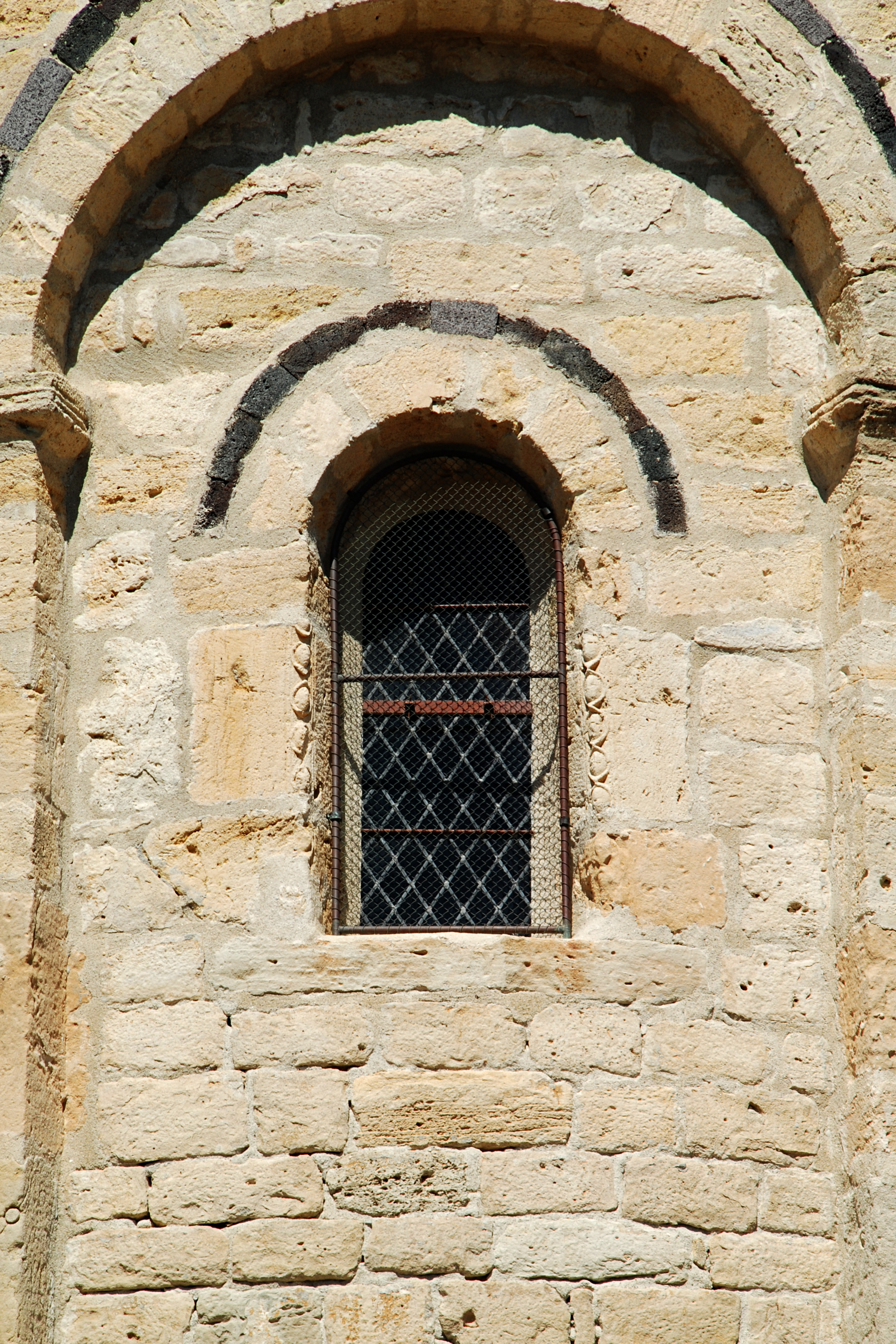
Fenêtre de l'absidiole.
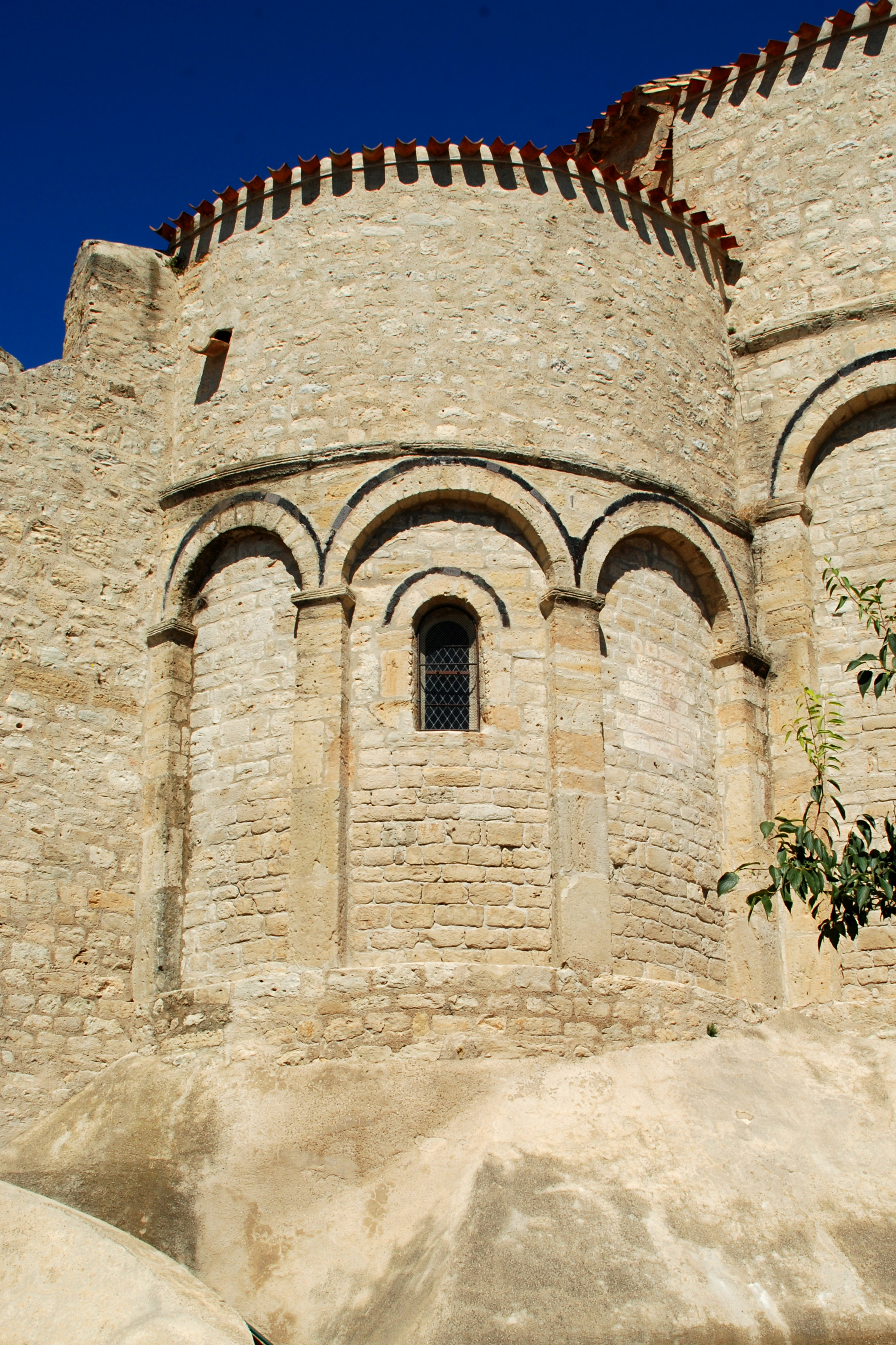
L'absidiole gauche.
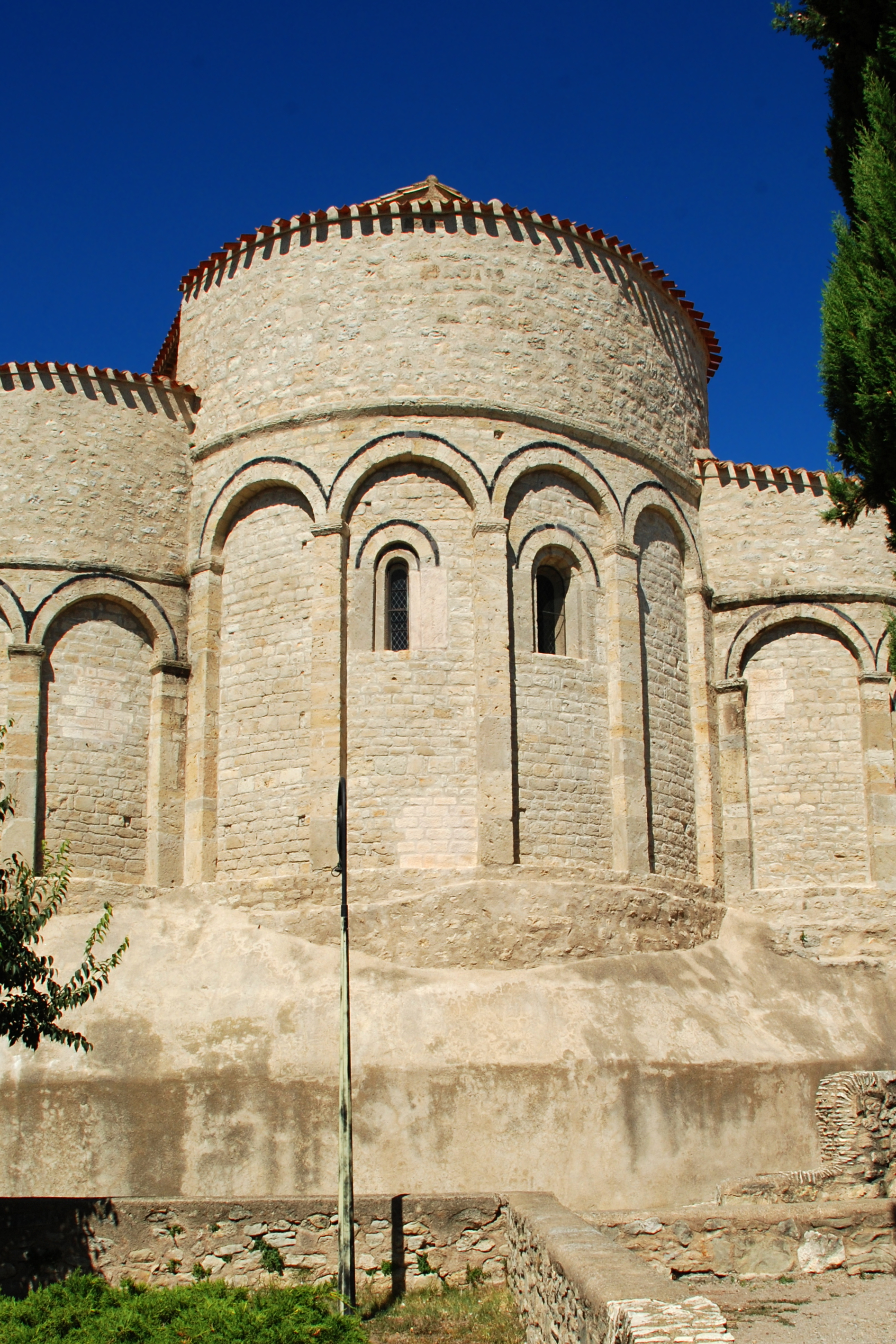
L'abside centrale.

### La façade ouest

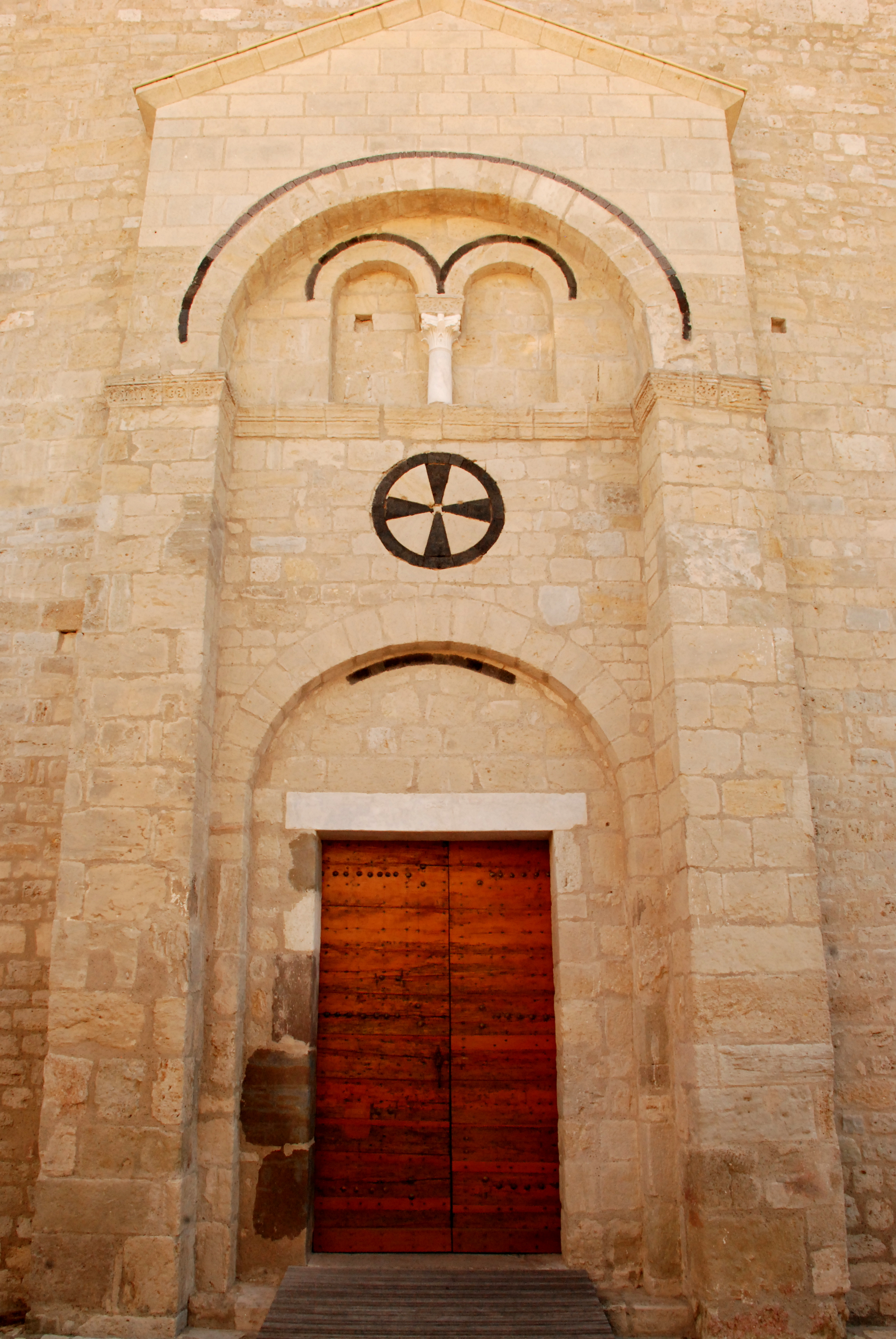
Le portail.

La façade ouest est percée d'un beau portail s'articulant sur une simple porte de bois surmontée d'un linteau monolithe, d'un tympan non décoré, et d'un arc en plein cintre à l'intrados partiellement souligné de basalte noir. 
Cette porte est protégée par un massif saillant porté par deux hauts pilastres aux impostes sculptées.
Le portail présente une remarquable composition ornementale constituée de plusieurs éléments :
- une croix pattée en basalte noir, inscrite dans un cercle ;
- une corniche moulurée ;
- deux baies aveugles géminées surmontées par un cordon de basalte et séparées par une colonne de marbre blanc au chapiteau orné de feuilles d'acanthe et d'entrelacs ;
- un grand arc de décharge mis en valeur par un cordon de basalte.

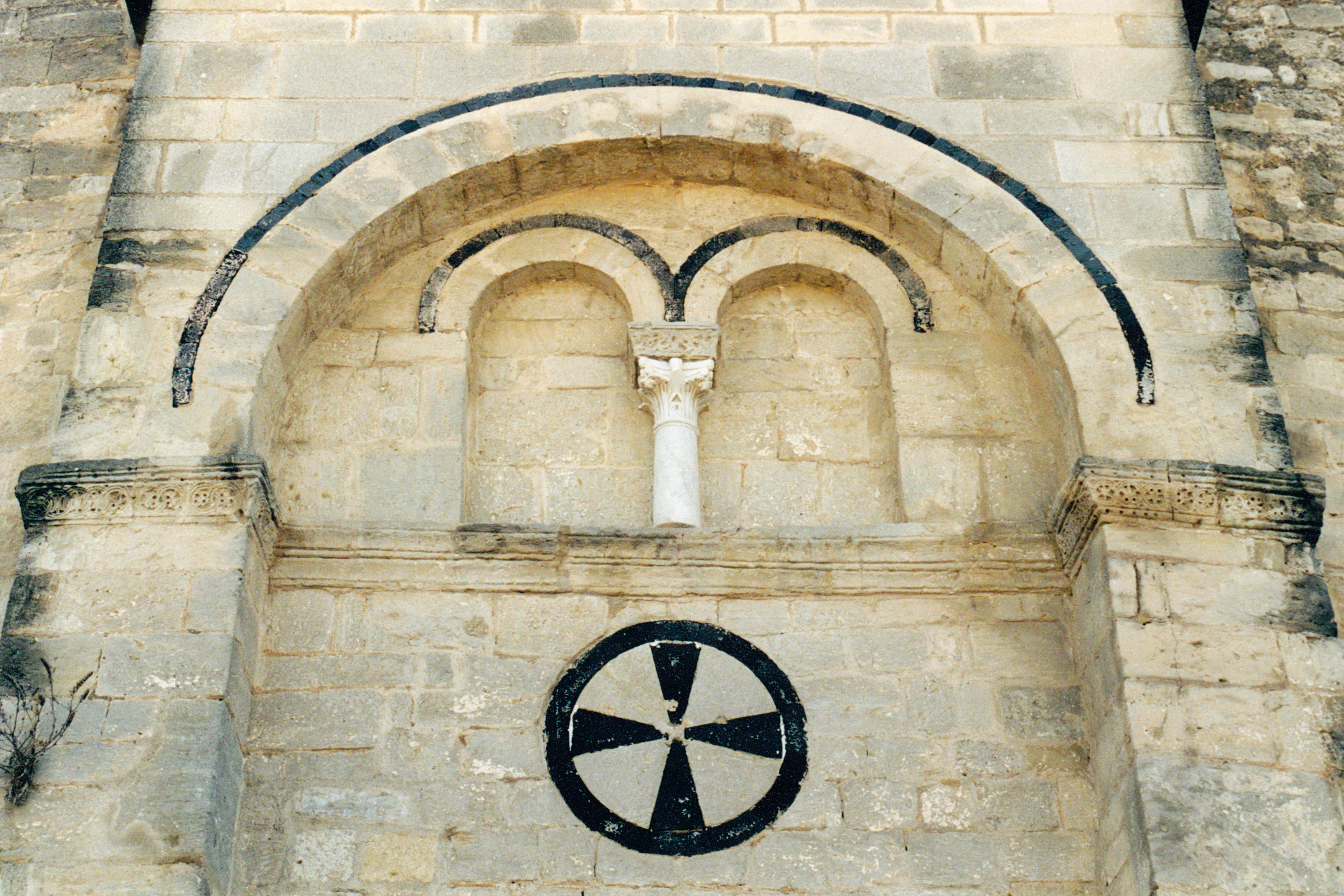
Croix pattée, baies géminées et arc de décharge.

### Le clocher
Au sud, dominant la rue du Capitoul et l'impasse du Calvaire, l'église présente un beau clocher.
Ce clocher compte trois niveaux, séparés l'un de l'autre par un cordon de pierre. Le premier niveau est aveugle tandis que le deuxième niveau, percé d'une minuscule baie sur sa face orientale, porte les horloges sur les autres faces.
Le dernier niveau, percé sur chaque face d'une baie campanaire à abat-son, est orné à chaque angle d'une gargouille en forme d'animal et surmonté d'une flèche octogonale en pierre.

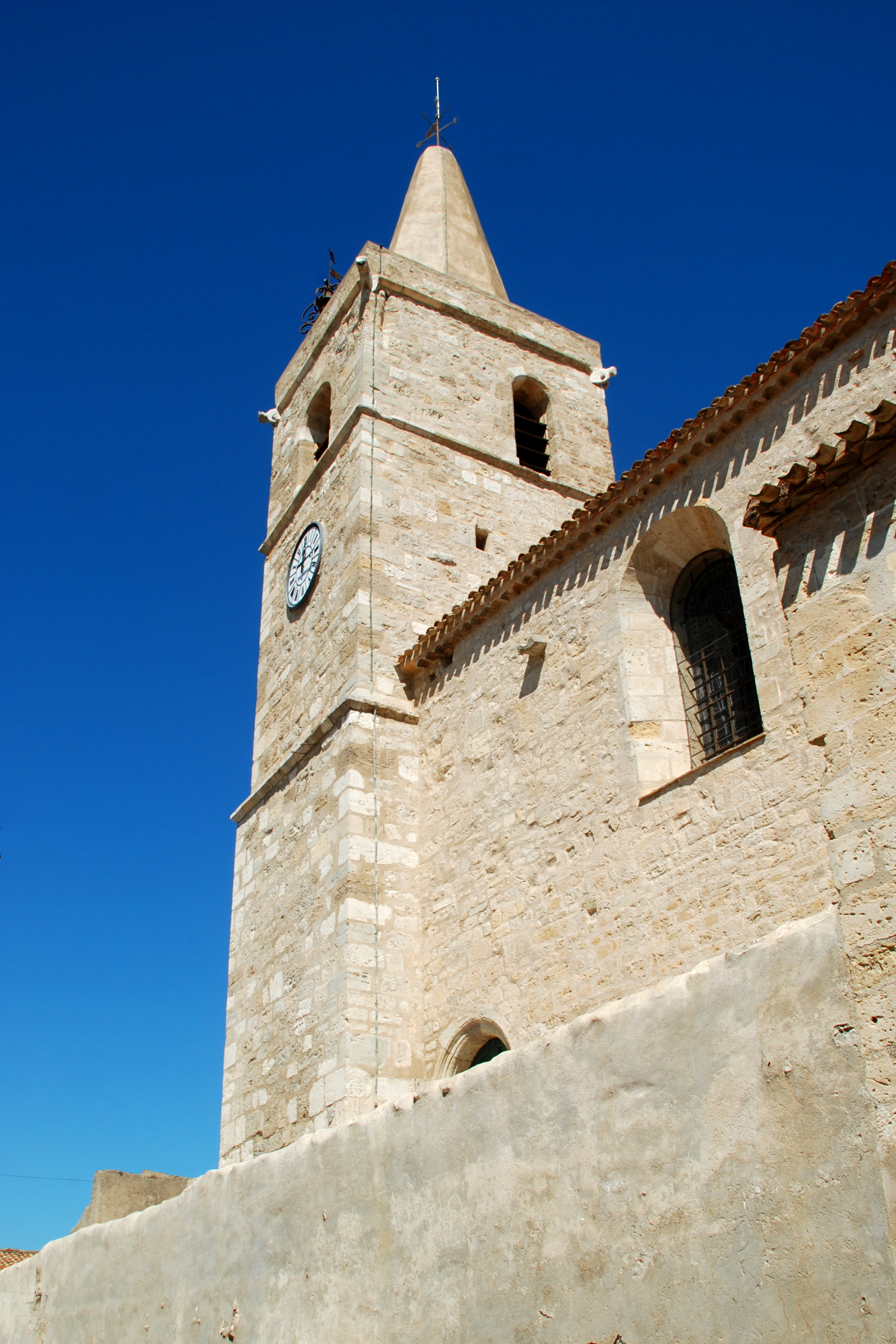
Le clocher.
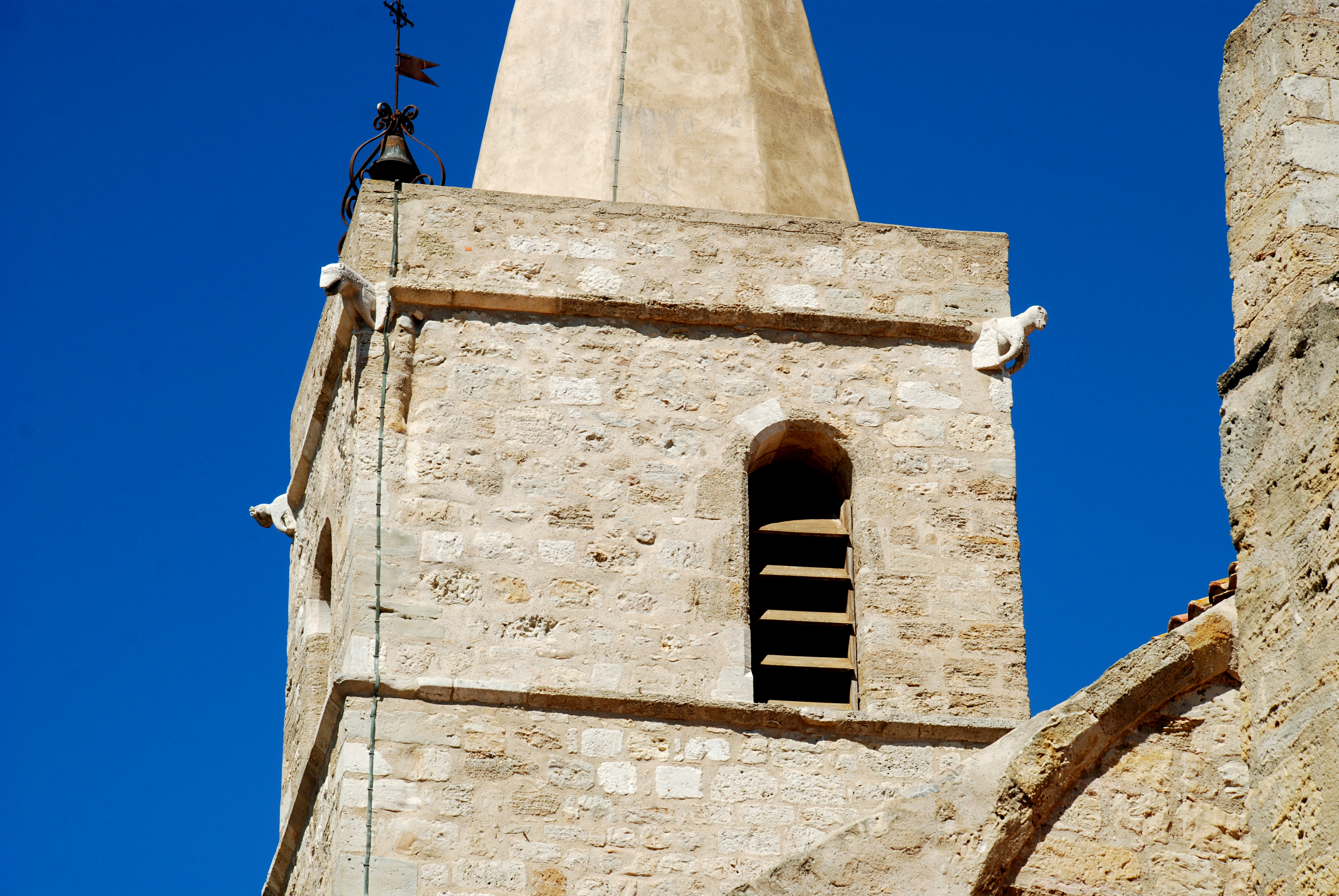
L'étage supérieur et ses gargouilles.
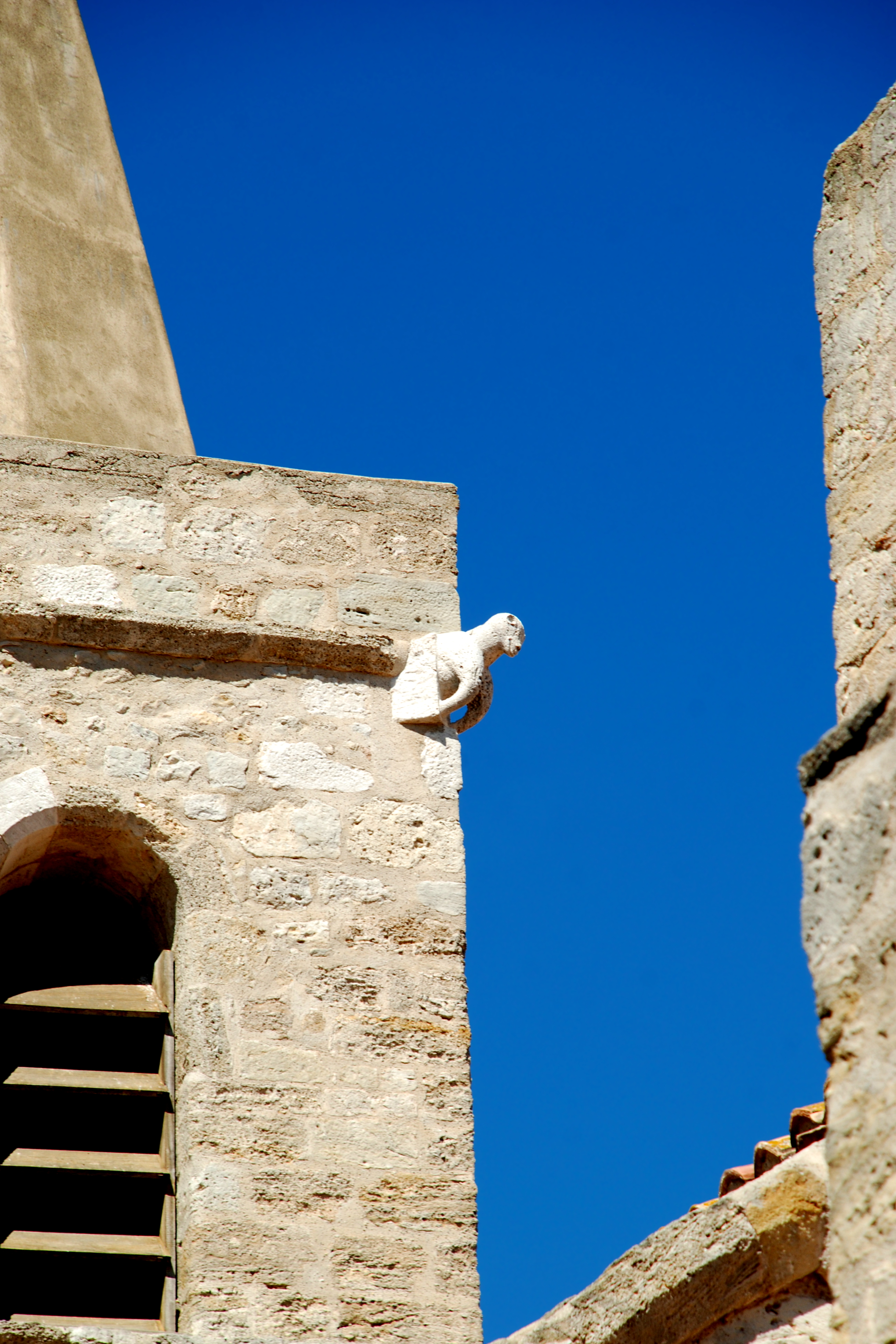
Gargouille.